# Staurocladia vallentini
Staurocladia vallentini är en nässeldjursart som först beskrevs av Browne 1902.  Staurocladia vallentini ingår i släktet Staurocladia och familjen Eleutheriidae. Inga underarter finns listade i Catalogue of Life.